# Джефферсон Тауншип (округ Фаєтт, Пенсільванія)
Джефферсон Тауншип (англ. Jefferson Township) — селище (англ. township) в США, в окрузі Файєтт штату Пенсільванія. Населення — 2004 особи (2020).

## Демографія
Згідно з переписом 2010 року, у селищі мешкало 2015 осіб у 821 домогосподарстві у складі 608 родин. Було 886 помешкань
Расовий склад населення:
| - 98,0 % — білих - 1,0 % — чорних або афроамериканців - 0,3 % — азіатів - 0,1 % — корінних американців |

До двох чи більше рас належало 0,5 %. Частка іспаномовних становила 0,5 % від усіх жителів.
За віковим діапазоном населення розподілялося таким чином: 19,7 % — особи молодші 18 років, 61,4 % — особи у віці 18—64 років, 18,9 % — особи у віці 65 років та старші. Медіана віку мешканця становила 45,2 року. На 100 осіб жіночої статі у селищі припадало 97,9 чоловіків;  на 100 жінок у віці від 18 років та старших — 94,5 чоловіків також старших 18 років.
Середній дохід на одне домашнє господарство  становив 69 467 доларів США (медіана — 56 778), а середній дохід на одну сім'ю — 78 733 долари (медіана — 64 750). Медіана доходів становила 47 188 доларів для чоловіків та 31 851 долар для жінок. За межею бідності перебувало 9,8 % осіб, у тому числі 20,6 % дітей у віці до 18 років та 4,6 % осіб у віці 65 років та старших.
Цивільне працевлаштоване населення становило 1000 осіб. Основні галузі зайнятості: освіта, охорона здоров'я та соціальна допомога — 25,2 %, виробництво — 14,5 %, мистецтво, розваги та відпочинок — 11,9 %, роздрібна торгівля — 11,7 %.